# Квантова технологія
Квантова технологія — перспективна сфера фізики та техніки, яка спирається на принципи квантової фізики. Квантові обчислення, квантові датчики, квантова криптографія, квантове моделювання, квантова метрологія та квантова фотографія — все це приклади квантових технологій, де властивості квантової механіки, особливо квантове заплутування, квантова суперпозиція та квантове тунелювання, мають важливе значення.
Згідно з Джоном фон Нейманом, квантова технологія відрізняється від детермінованої класичної механіки, яка вважає, що стан визначається значеннями двох змінних. Він заявив, що квантова технологія визначається ймовірністю і це пояснення було використано для обґрунтування переваги технології.

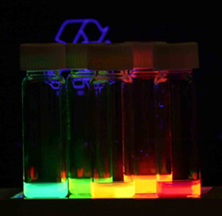
Колоїдні квантові точки, опромінені УФ-світлом. Квантові точки різного розміру випромінюють світло різних кольорів завдяки квантовим обмеженням.

## Застосування

### Датчики
Квантові стани суперпозиції можуть бути дуже чутливими до ряду зовнішніх ефектів, таких як електричні, магнітні та гравітаційні поля; обертання, прискорення та час, і тому їх можна використовувати для виготовлення дуже точних датчиків. Існує багато експериментальних демонстрацій квантових датчиків, таких як експерименти, проведені Нобелівським лауреатом Вільямом Філліпсом з використанням систем інтерферометрів холодних атомів для вимірювання сили тяжіння, та атомний годинник, який використовується багатьма національними агентствами зі стандартизації у всьому світі для визначення секунди.
Докладаються зусилля, щоб спроектувати квантові датчики, які є дешевшими, простішими у використанні, портативними, легшими та споживають менше енергії. У разі успіху це, як очікується, призведе до численних комерційних застосувань, таких як моніторинг родовищ нафти і газу або будівництво.

### Захищений зв'язок
Квантовий захищений зв'язок — це методи, які, як очікується, будуть «квантово безпечними» у зв'язку з появою квантових обчислювальних систем, які можуть зламати поточні криптографічні системи. Очікується, що одним із важливих компонентів квантової захищеної системи зв'язку буде квантовий розподіл ключів — метод передачі інформації за допомогою заплутаного світла таким чином, що робить будь-який перехоплення передачі очевидним для користувача. Іншою технологією в цій галузі є квантовий генератор випадкових чисел, що використовується для захисту даних. Він постачає дійсно випадкові числа без виконання алгоритмів, які просто імітують випадковість.

### Обчислення
Квантові комп'ютери — це квантова мережа і пристрої, які можуть зберігати та обробляти квантові дані (на відміну від двійкових даних) по з'єднанням, які можуть передавати квантову інформацію між квантовими бітами або кубітами. У разі успішного розвитку квантові комп'ютери, як передбачається, зможуть виконувати певні алгоритми значно швидше, ніж навіть найбільші класичні комп'ютери, доступні сьогодні.
Очікується, що квантові комп'ютери матимуть ряд важливих застосувань у обчислювальних областях, таких як оптимізація та машинне навчання. Вони, мабуть, найбільш відомі завдяки своїй очікуваній здатності виконувати «алгоритм Шора», який може бути використаний для факторизації великих чисел — важливого для забезпечення безпеки передачі даних процесу.

## Квантові пристрої 1.0
Сьогодні доступно багато пристроїв, які принципово залежать від ефектів квантової механіки. До них належать: лазерні системи, транзистори та інші напівпровідникові пристрої, а також інші пристрої, такі як МРТ. Науково-технічна лабораторія оборони Великої Британії згрупувала ці пристрої як «квантові пристрої 1.0», тобто пристрої, які покладаються на ефекти квантової механіки. Вони, як правило, розглядаються як клас пристроїв, які активно створюють, маніпулюють і зчитують квантові стани речовини, часто використовуючи квантові ефекти суперпозиції та переплутування.

## Історія
Вперше область квантових технологій була описана в книзі Джерарда Дж. Мілберна, за яким потім вийшла стаття 2003 року Джонатана П. Даулінга та Джерарда Дж. Мілберна, а також стаття 2003 року Девіда Дойча. Сфера квантових технологій надзвичайно виграла від припливу нових ідей у галузі квантової інформатики, зокрема квантових обчислень. Різні області квантової фізики, такі як квантова оптика, атомна оптика, квантова електроніка та квантові наномеханічні пристрої були об'єднані у пошуках квантового комп'ютера і дали загальну „мову“, що стосується теорії квантової інформації.
Квантовий маніфест було підписано 3400 вченими та офіційно опубліковано у 2016 році на Європейській квантовій конференції, в якому закликається до ініціативи щодо квантових технологій для координації між науковими колами та промисловістю, переміщення квантових технологій з лабораторії в промисловість та навчання квантовим технологіям професіоналів у поєднанні науки, техніки та бізнесу.
Європейська комісія відповіла на цей маніфест 10-річним мегапроєктом, на 1 мільярд євро Quantum Technology Flagship, схожим за розміром на попередні європейські флагманські проекти Future and Emerging Technologies, такі як Graphene Flagship та Human Brain Project. Китай будує найбільший у світі об'єкт квантових досліджень із запланованими інвестиціями 76 млрд юанів (приблизно 10 млрд євро). США, Канада, Австралія, Японія та Велика Британія також готують національні ініціативи.

## Національні програми
Починаючи з 2010 року, кілька урядів запровадили програми з вивчення квантових технологій, таких як Британська національна програма квантових технологій, яка створила чотири квантових «хаби», Центр квантових технологій у Сінгапурі та QuTech, голландський центр з розробки топологічного квантового комп’ютера. 22 грудня 2018 року Дональд Трамп підписав закон про Національну квантову ініціативу США із бюджетом на мільярд доларів на рік, що широко розглядається як відповідь на досягнення китайців у квантових технологіях — зокрема, нещодавно запущений китайський квантовий супутник.
У приватному секторі великі компанії зробили багаторазові інвестиції в квантові технології. Прикладами є партнерство Google з групою Джона Мартініса у Університеті Каліфорнії у Санта-Барбарі,численні партнерські відносини з канадською компанією з квантових обчислень D-Wave Systems та інвестиції багатьох британських компаній у рамках британської програми квантових технологій.